# Diplazon scutellaris
Diplazon scutellaris là một loài tò vò trong họ Ichneumonidae.